# Les Cahiers de la bande dessinée
Les Cahiers de la bande dessinée est une revue consacrée à la bande dessinée publiée sous divers noms et formats de 1969 à 1990 et de 2004 à 2005 par Jacques Glénat.
Cette revue est une publication fondatrice des éditions Glénat, saluée pour sa formule monographique abordant les auteurs majeurs de la bande dessinée franco-belge de son époque et pour sa formule dirigée par Thierry Groensteen, reconnue pour le sérieux de ses analyses.
De Henri Filippini à Benoît Peeters et Pierre Sterckx, en passant par Numa Sadoul, Yves Frémion, Bruno Lecigne, Thierry Groensteen, Pierre Fresnault-Deruelle, Didier Pasamonik, Thierry Smolderen, Harry Morgan ou encore Jean-Christophe Menu, les différentes versions de la revue ont publié la plupart des critiques, théoriciens et journalistes de la bande dessinée franco-belge de leur temps.
Lancée à l'automne 1969 sous le nom Schtroumpf, la revue est alors un fanzine d'étude ronéotypé animé par un adolescent passionné. Rapidement, Glénat-Guttin renomme son fanzine Schtroumpf : Les Cahiers de la bande dessinée et le fait évoluer en publication monographique imprimée plus luxueusement.
Les numéros 10 à 55, et les rééditions des numéros 7 à 9, composent cette version monographique qui constitue une somme d'interviews et d'articles sur les auteurs de bande dessinée franco-belge les plus reconnus de leur temps.
À partir du numéro 56 daté de février 1984, la revue change de formule et devient un bimestriel diffusé en kiosque. Elle est dirigée par Thierry Groensteen sous le nom Les Cahiers de la bande dessinée, abrégé en Les Cahiers de la BD à compter du numéro 79 de janvier 1988. La partie monographique est désormais accompagnée d'autant de pages présentant critiques, analyses et actualités. La rubrique « Cases mémorables » de Pierre Sterckx apparaît dans cette formule et occasionne un débat avec Benoît Peeters sur la fonction picturale ou narrative du dessin de bandes dessinées. Cette version de la revue, parfois critiquée pour son hermétisme, est saluée pour son apport à la théorie francophone de la bande dessinée.
Le bimestriel passe sous la direction de Numa Sadoul à partir du no 84 de mars 1989. Celui-ci change une grande partie de l'équipe de rédaction et propose une formule plus clinquante afin d'attirer de nouveaux lecteurs. C'est un échec financier, et Glénat met fin aux Cahiers après le no 89 de juin 1990.
En 2004 et 2005, une collection d'ouvrages portant sur des auteurs et séries des éditions Glénat et Vents d'Ouest paraît, intitulée Les Cahiers de la bande dessinée présentent. Les communiqués de l'éditeur présentent cette collection comme une « nouvelle formule » de la revue, mais son absence d'articles théoriques et critiques, et ses sujets liés exclusivement aux auteurs et séries de la maison d'édition, l'apparentent davantage à une publication publicitaire.
Une nouvelle publication régulière portant le titre Les Cahiers de la BD, dirigée par Vincent Bernière, est lancée en 2017.

## Histoire

### Schtroumpf, un fanzine ronéotypé (1969-1970)

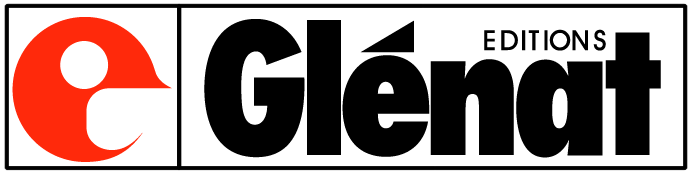
Un logo de la maison d'édition de Jacques Glénat, fondateur des Cahiers de la bande dessinée et éditeur de ses différentes versions jusqu'en 2005.

Âgé de 17 ans, Jacques Glénat-Guttin crée en 1969 un fanzine ronéotypé qu'il souhaite nommer Schtroumpf. Pour cela, il se  rend au studio de Peyo, qui lui donne son accord pour utiliser ce nom.
Le premier numéro (septembre/octobre 1969) et le second (novembre/décembre 1969) ont simplement Schtroumpf  pour titre. Les numéros doubles suivants, 3/4 (janvier/février 1970) et 5/6 (mars/avril 1970) gardent le même titre, qui est accompagné cette fois du sous-titre Fanzine de la bande dessinée.
Le premier numéro, constitué de 10 pages, est tiré à son lancement à 80 exemplaires. Il contient entre autres un article dans lequel Jacques Glénat prend acte de divers événements récents témoignant d'une plus grande  reconnaissance de la bande dessinée, comme l'exposition "Bandes dessinées et Figuration narrative" de 1967, l'ouverture de la librairie de bande dessinée  "Le  Kiosque" ou la création de la revue Phénix en 1966. Le second numéro, outre quelques articles comme celui de Gianni Brunoro sur la BD en Italie, présente une page de bande dessinée, Timoléon alchimiste, signée Alph. Après un numéro 3/4 portant sur le journal Risque-Tout, le numéro 5/6, qui fait 68 pages, se consacre à l'auteur Michel Greg : il annonce ainsi la formule monographique qui s'installera plus fermement dans les numéros suivants.
Comme l'explique en 2005 Jacques Glénat à Thierry Bellefroid, ces années de fanzinat contribuent à forger la « légende » du jeune éditeur « en culottes courtes qui allait vendre son fanzine à Paris à 17 ans ». L'éditeur en confirme certains aspects : « Je me rappelle très bien des dix heures de train de nuit que je me tapais entre Grenoble et Paris avant de débarquer avec mes paquets de fanzines à Saint-Germain. Je faisais trois ou quatre librairies, où l'on me payait les numéros qui s'étaient vendus, avant de laisser en dépôt mon fanzine. »
Par son titre Schtroumpf, qui faisait référence à la BD franco-belge, Glénat s'inscrit dans la ligne du fanzine Ran Tan Plan, qui paraît de 1966 à 1978. Il se distingue ainsi des éditeurs de la première génération de fanzines franco-belge comme Francis Lacassin, qui accordent une place prépondérante à la BD américaine.

### Schtroumpf - Les Cahiers de la bande dessinée, des monographies de référence (1970-1983)

Logo de la version monographique des Cahiers parue entre 1970 et 1983.

À partir du numéro 7 (juillet/août 1970) Schtroumpf est sous-titré Les Cahiers de la bande dessinée. Ce numéro annonce en couverture un dossier sur Valérian et un focus sur « Les Méchants dans la bande dessinée belge » qui disparaîtra dans la réédition remaniée de ce numéro en 1973. En effet, les numéros 7 à 9, parus en 1970, donnent lieu à des rééditions modifiées dans leur fond et leur forme (ajouts et suppressions d'articles, passages à une meilleure qualité d'impression avec une couverture en couleur). Le numéro 8, qui fait sa couverture sur Cuvelier, « Les Chats dans la bande dessinée » et Perry Rhodan, se recentre exclusivement sur Cuvelier dans sa réédition de 1973. Le numéro 9, consacré à Fred et à « L'école d'Hergé » dans sa première édition, ne se consacre plus qu'à l'auteur de Philémon dans sa réédition du deuxième trimestre 1972. Ces modifications a posteriori témoignent de l'évolution de la revue, qui à partir de 1971 consacre, sauf exceptions, chacun de ses numéros exclusivement à un auteur, annoncé en couverture :  à partir du numéro 16 de janvier 1972, les chroniques de nouveautés ne concernant pas l'auteur en question apparaissent dans des pages distinctes du reste intitulées Schtroumpf – Les Cahiers de la Bande dessinée bis.
L'adoption définitive de la formule monographique se fait au numéro 10, qui inaugure un changement de maquette. Bien que présentant une couverture en noir et blanc dans sa première édition, ce numéro instaure la maquette et le logo que la revue conservera jusqu'au dernier numéro de cette formule. Cette maquette est l'œuvre de Roger Brunel, futur dessinateur de pastiches de bandes dessinées. Ce changement de design coïncidant avec l'adoption plus nette de la formule monographique, on peut considérer les neuf premiers numéros de Schtroumpf - Les Cahiers de la bande dessinée comme une esquisse menant vers cette version de la revue. Signe que la formule est rodée dès le numéro 10, ce numéro et le numéro 13 ne connaissent que des modifications de forme pour leur réédition, les couverture de leur éditions originales, respectivement en noir et blanc et en bichromie, passant en bichromie et en couleur. En effet, après être passée en bichromie au numéro 11, la couverture passe en quadrichromie au numéro 14, et les titres précédents qui connaissent des rééditions en bénéficient également. La pagination de cette formule varie, mais reste proche d'une quarantaine de pages : par exemple, un numéro simple comme le numéro 20 présente 40 pages, dont une couverture couleur, un cahier en noir et blanc de 32 pages et 4 pages du supplément Schtroumpf - Les Cahiers de la bande dessinée bis.
Le succès de la revue en 1972 est indéniable : le numéro 20 est tiré à 6000 exemplaires et inaugure la diffusion par la NMPP, en plus du dépôt en librairies.
Jusqu'en 1972, Jacques Glénat est crédité comme rédacteur en chef de la revue. Au-delà, il est crédité comme directeur de publication et la revue adopte son fonctionnement particulier, sans rédacteur en chef fixe : les rédacteurs proposent un sujet à l'éditeur et mènent à bien le numéro sur le sujet, occupant officieusement une position de rédacteur en chef pour l'occasion.
Parmi les premiers collaborateurs de la revue, on peut relever dès le numéro 2 la participation d'Henri Filippini, issu de la revue Phénix, qui deviendra l'un des principaux collaborateur de Glénat. Autre collaborateur des premiers temps de la revue, Numa Sadoul y fait de nombreux entretiens avant de se faire connaître par ses livres de conversations avec des auteurs de BD. Numa Sadoul et Henri Filippini deviendront éditeurs pour les éditions Glénat, et rédacteurs en chef des Cahiers de la bande dessinée, le premier en 1989 et 1990, et le second en 2004 et 2005. On peut également évoquer dans cette liste de collaborateurs précoces le futur scénariste François Rivière, qui en 1977 constitue un duo avec le dessinateur Floc'h. On croise également dans les premiers numéros la signature d'Yves Di Manno, futur poète et éditeur chez Flammarion. Les bibliographies des auteurs traités dans chaque numéro sont souvent établies par Louis Cance, jeune dessinateur ayant repris le personnage de Pif qui crée en 1973 le fanzine Hop!, ou par Louis Teller pour les publications belges. Outre les collaborateurs ponctuels ou irréguliers, l'équipe des rédacteurs réguliers s'étoffe peu à peu : on y croise entre autres les noms d'Yves Frémion, André Igual, Brigitte Herman, Thierry Martens, Antoine Roux. Des spécialistes viennent écrire ponctuellement sur leur sujet de prédilection, comme  Jean-Pierre Andrévon, qui participe aux dossiers sur Forest, Pichard, Poïvet, Gillon et Bilal ou Edouard François, qui écrit un article sur le comique chez Tillieux dans le numéro 34.
En 1978, Jacques Glénat et Henri Filippini cherchent quelqu'un pour s'occuper de la revue. Jean Léturgie est choisi. Il réalise la quasi-intégralité du numéro 35 sur Victor Hubinon, et coordonne de nombreux numéros suivants, comme celui sur Franquin : le numéro 47/48 aborde à nouveau l'auteur de Gaston Lagaffe, après un numéro 10 qui lui était consacré mais qui était relativement sommaire. À partir de 1979, Bruno Lecigne intègre l'équipe de la revue et propose des contributions régulières, en commençant par un article sur Chick Bill au numéro 40 consacré  à Tibet.
La revue parait de plus en plus irrégulièrement et s’essouffle au début des années 1980, avec le départ de plusieurs rédacteurs des origines : Numa Sadoul, Louis Teller, Antoine Roux. De plus, après 50 numéros, la plupart des grands auteurs franco-belges ont fait l'objet d'un dossier. C'est dans ce contexte que Thierry Groensteen intègre la rédaction : il dirige les numéros  51, 52, 54 et 55, portant sur Willy Vandersteen, Guido Crepax, Peyo et Comès, et participe au numéro 53 sur Enki Bilal. De nouveaux rédacteurs intègrent alors la revue, comme Didier Pasamonik, Franz Van Cauwenbergh, Jean-Pierre Tamine ou Jacques de Pierpont. Groensteen tente de renouveler la revue, notamment en consacrant des dossiers à  des auteurs étrangers (Willy Vandersteen et Guido Crepax). Néanmoins, la formule ne le satisfait pas, puisqu'il a affaire à un titre délaissé par son éditeur : « Au moment où j’ai commencé à y collaborer, aux alentours de 1982-1983, plus personne ne s'en occupait réellement… Elle était devenue une sorte de publication marginale au sein des éditions Glénat alors en pleine croissance. À tour de rôle, certains des collaborateurs de la maison, comme Henri Filippini et Jean Léturgie, ou des «extérieurs» comme moi-même, prenaient en charge le rédactionnel d’un numéro particulier. »
De plus, frustré de n'avoir pas vu aboutir le projet de revue théorique qu'il avait conçu avec Didier Pasamonik, Bédéscope magazine, il décide d'écrire à Jacques Glénat en 1983 un « Mémorandum pour de nouveaux "Cahiers de la bande dessinée" », dans lequel il établit son projet de nouvelle formule : conserver un dossier monographique comportant interviews et articles de fond sur un auteur, tout en consacrant autant de pages à des sujets hors-dossier. Glénat accepte et exige que le premier numéro soit consacré à André Juillard et soit prêt pour Angoulême 1984 à l'occasion de la sortie du premier tome d'Arno. En octobre 1983 paraît le dernier numéro de la formule monographique de Schtroumpf - Les Cahiers de la bande dessinée, consacré à Didier Comès.
Plusieurs revues et feuillets périphériques sont apparus au cours de la publication. En parallèle au numéro 7 de la revue, un feuillet ronéotypé est lancé en juillet 1970 : Schtroumpf Fanzine de la Bande dessinée, dont l'esprit prolonge celui des numéros 1 à 5/6 de ce qui est devenu Schtroumpf - Les Cahiers de la bande dessinée. Alors que Schtroumpf - Les Cahiers de la bande dessinée aborde des auteurs indépendamment de leur actualité, le feuillet Schtroumpf Fanzine de la Bande dessinée est consacré à l'actualité des éditeurs. Cette parution s'arrête au numéro 24/25 de novembre-décembre 1971, à cause du travail demandé par Les Cahiers de la bande dessinée, qui ne cessent de se sophistiquer pendant cette période. Schtroumpfanzine, une publication à l'esprit similaire, apparaît en octobre 1976 et s'achève en décembre 1979 à son trente-sixième numéro pour des raisons financières.

### DesCahiers de la bande dessinéeauxCahiers de la BD: la période Groensteen (1984-1988)

Premier logo de la version des Cahiers dirigée par Thierry Groensteen, utilisé des numéros 56 à 78.

Thierry Groensteen prend en février 1984 la direction de la revue, qui devient simplement Les Cahiers de la bande dessinée, tout en étant toujours éditée par Glénat. Comme annoncé lors de la présentation du projet à l'éditeur, la revue conserve un dossier portant la plupart du temps sur un auteur, mais elle consacre autant ou plus de pages à des sujets variés, liés ou non à l'actualité. Le premier numéro, dont le dossier est consacré à Juillard, sort dans les temps pour accompagner le lancement de la série Arno. Le rédacteur en chef affirme dans l'éditorial de ce numéro que la « revue sera un lieu de confrontation entre différents discours; le sémiologue et l'écrivain, le psychanalyste et le philosophe, le théoricien comme le praticien auront accès à nos colonnes ». Ce numéro 56 présente de nombreuses signatures qui avaient intégré la revue lors des précédents numéros dirigés par Groensteen, comme Jacques de Pierpont, Franz Van Cauwenbergh et Bruno Lecigne, et introduit de futurs rédacteurs réguliers : Arnaud de la Croix, Thierry Smolderen ou Pierre Sterckx. Depuis le projet Bédéscope magazine, Pasamonik est devenu éditeur et ne peut se consacrer régulièrement aux Cahiers de la bande dessinée : il ne collabore au premier numéro de cette nouvelle mouture qu'en tant qu'interviewé et ne participe qu'irrégulièrement aux numéros suivants (comme au numéro 60, dans un dossier sur Chaland). D'autre part, Francis Lacassin et Pierre Couperie sont approchés par Groensteen, sans succès.
La revue est divisée en trois parties, Dossier, Magazine et Galerie, jusqu'à la refonte de la maquette opérée avec le numéro 79. Le dossier reprend globalement la formule de la version précédente du périodique : consacré le plus souvent à un auteur, il est constitué d'un entretien et de plusieurs articles d'analyses. La section magazine présente constamment des brèves, des critiques d'albums, une anthologie de propos récents sur la bande dessinée de toute part (« Florilège ») et une analyse de la production théorique. Enfin, la section galerie consiste en dossiers moins étendus que le dossier principal, présentant plusieurs articles théoriques sur divers sujets ; elle introduit surtout la rubrique « Cases mémorables » de Pierre Sterckx. Dans son texte inaugural, Sterckx définit ce qu'est une case mémorable et appelle les auteurs de bande dessinée à commenter les vignettes qui les ont marqués. Divers auteurs s'emparent de cet espace pour commenter des images marquantes, et la rubrique se poursuit jusqu'au numéro 69 de mai 1986. Elle fait l'objet d'un débat avec Benoit Peeters, qui explique dans un article publié en 1985 dans les Cahiers que cette rubrique témoigne d'une « déviation picturaliste », d'une croyance en l'idée que « la dimension picturale domine la fonction narrative » dans le dessin de BD. Un débat entre Sterckx et Peeters au sujet des « Cases mémorables » est retranscrit dans le numéro 70 des Cahiers de la bande dessinée. Finalement, prolongeant l'article de 1985 dans Lire la bande dessinée, Peeters reconnaît, tout en maintenant ses critiques à l'égard des propos de Sterckx, que ses propres arguments manifestaient une « tentation structuraliste ».

Second logo de la version des Cahiers dirigée par Thierry Groensteen, qui est utilisé des numéros 79 à 83.

Entre 1984 et 1987, la revue donne lieu à quatre hors-série, L'Année de la bande dessinée. Il s'agit de la reprise d'une parution annuelle qui avait lancée en 1981 par les éditions Temps Futurs, fondées par Stan Barets. Ces hors-série analysent les parutions et acteurs marquants de l'année écoulée, et font un bilan chiffré de la production éditoriale annuelle. Les numéros sont réalisés par l'équipe rédactionnelle des Cahiers de la bande dessinée, avec la collaboration d'une équipe rassemblée par Stan Barets, qui était alors chargée de la partie rédactionnelle de la revue Circus,. On peut y lire entre autres des participations de Louis Cance, Guy Delcourt, Michel Denni, Henri Filippini, Patrick Gaumer, Jean-Claude Glasser, Christian Marmonnier, Thierry Smolderen, Philippe Vandoreen ou Marc Voline. Cette collaboration peut sembler paradoxale, puisque la formule des Cahiers de la bande dessinée de Thierry Groensteen est à l'époque souvent critiquée dans les pages de Circus, alors dirigée par Stan Barets et Henri Filippini, et pourtant également éditée par Glénat. Outre l'accusation d'intellectualisme faite à la version Groensteen, Henri Filippini regrette la formule monographique de la revue, et Numa Sadoul, autre collaborateur des débuts passé à Circus, voit cette dernière comme la continuation de Schtroumpf - Les Cahiers de la bande dessinée.
À partir du numéro 79 de janvier 1988, la revue change de maquette mais aussi de nom. Elle affiche désormais en couverture Les Cahiers de la BD.
La même année, Groensteen commence à ressentir une certaine lassitude, d'autant que ses relations avec Jacques Glénat atteignent un degré de tension insupportable. Ainsi, lors du Festival de Sierre, l'éditeur lui hurle en public : « Le travail que vous faites est nuisible à la profession ! ». Cependant, Glénat ne se décide pas à mettre fin à une revue qu'il a créée alors qu'il était encore adolescent. Groensteen décide donc de prendre les devants et quitte la revue. Il l'annonce à Glénat en lui recommandant de nommer Gilles Ciment rédacteur en chef. Glénat, après avoir acquiescé verbalement, licencie l’équipe rédactionnelle et confie à Numa Sadoul le soin de mettre au point une nouvelle formule. Le numéro 83 de décembre 1988 est donc le dernier des Cahiers période Groensteen.

### La période Sadoul (1989-1990)

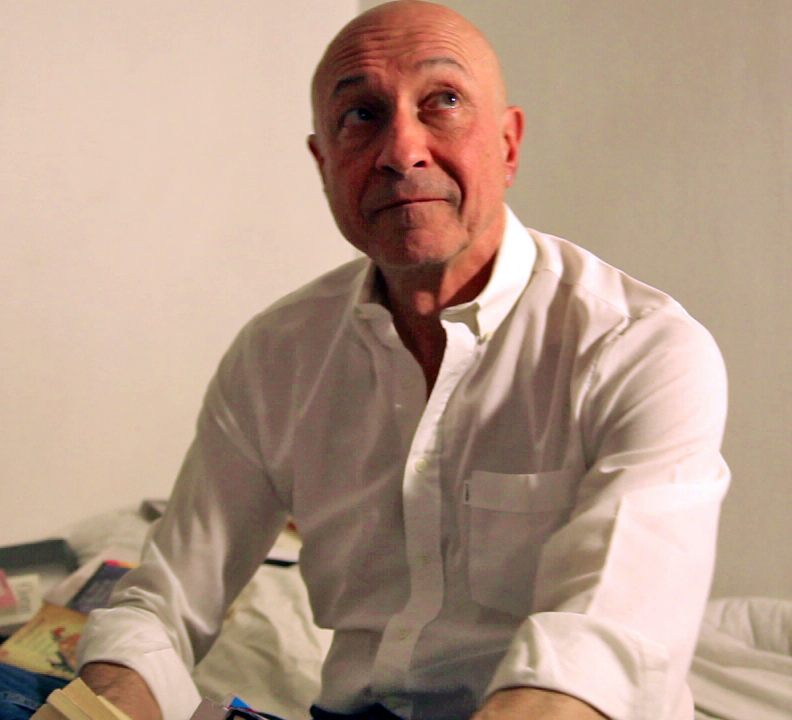
Numa Sadoul (ici en 2010), l'un des premiers collaborateurs de la revue, en devient rédacteur en chef en 1989 et 1990.

Après le départ de Thierry Groensteen, Jacques Glénat souhaite changer de formule tout en retrouvant l'esprit de la première version des Cahiers. Numa Sadoul, alors occupé par la mise en scène d'opéras et lassé par la critique, est peu tenté par l'aventure. Il pose au directeur des éditions Glénat, Marcel-Didier Vrac, des conditions exorbitantes en espérant essuyer un refus, mais l'éditeur se montre enthousiaste. Numa Sadoul obtient une grande liberté d'action et accepte de devenir rédacteur en chef, motivé par l'éditeur Yves Schlirf et Bernard Hislaire, qui participent à cette nouvelle formule. L'équipe rédactionnelle est modifiée : outre une participation plus régulière de collaborateurs historiques, comme Filippini et Rivière, de nouvelles plumes débarquent, comme Thierry Tinlot, Frédéric Young, Alain Populaire. On retrouve également dans ces pages les animateurs du fanzine P.L.G.P.P.U.R, Dominique Poncet, Philippe Morin et Pierre-Marie Jamet.
Numa Sadoul résume ainsi sa version du magazine : « grand public, léger, centré sur l’actualité, avec un brin de provocation, qui serait pour la bande dessinée l’équivalent — plus rigolo — de Studio ou de Première pour le cinéma ». Il distingue sa version de celle de Groensteen, qu'il rapproche des Cahiers du cinéma. La comparaison de la version Groensteen aux Cahiers du cinéma et de la version Sadoul à Première ou Studio est également faite par Groensteen lui-même : « il s’agissait alors de donner à la bande dessinée l’équivalent du magazine Première, alors que Les Cahiers de la BD étaient plutôt assimilés jusque-là aux Cahiers du cinéma. »  
Le premier numéro paraît en mars 1989. La maquette est signée Claude Maggiori, graphiste de Libération.
Après six numéros de cette nouvelle formule, les Cahiers de la BD cessent de paraître en juin 1990. D'après Numa Sadoul, la raison de l'arrêt de la revue est un coup de sang de Jacques Glénat, découvrant que la revue, à la fabrication coûteuse, n'hésitait pas à critiquer les publications de sa maison d'édition. Par ailleurs, toujours d'après Sadoul, les ventes de la revue auraient triplé, sans que les comptes soient équilibrés, le coût de fabrication ayant beaucoup augmenté par rapport à la version précédente. En résumé, Glénat aurait peu goûté de devoir dépenser des sommes croissantes et atteindre un nombre croissant de lecteurs pour voir les publications de sa maison d'édition se faire critiquer sans que la revue soit pour autant rentable.
Au contraire, d'après Groensteen, la version Sadoul, plus chère à fabriquer, ne réussit pas à atteindre de nouveaux lecteurs, et perdit les amateurs des articles analytiques caractéristiques de sa propre formule : « Ils perdirent l’essentiel de nos lecteurs, et n’en trouvèrent pas de nouveaux. La revue s’est très rapidement transformée en un gouffre financier [...] » Dans tous les cas, il est acquis que l'augmentation du coût de fabrication ne fut pas compensée par le nombre des lecteurs, que la version Sadoul en ait attiré de nouveaux ou non. À cela s'ajoute que le CNL retira son aide à la revue.
Le catalogue encyclopédique BDM Trésors de la bande dessinée résume ainsi les raisons qui ont précipité l'arrêt de la revue : « À la fin des années 80, des analyses "sémiotiques" quelque peu indigestes découragèrent les lecteurs. Pire, au numéro 84 de mars 1989, l'équipe Groensteen fut remplacée par Numa Sadoul avec Filippini parmi les collaborateurs, ce qui acheva la publication. »

### Les Cahiers de la bande dessinée présentent(2004-2005)
En 2004 et 2005, cinq livres d'une collection nommée « Les Cahiers de la bande dessinée présentent » sortent en librairie, sous l'impulsion d'Henri Filippini. Ils sont respectivement consacrés à l'auteur Loisel et aux séries Les Chemins de Malefosse, Les Sept vies de l'épervier, Ombres et Les Aigles décapitées. Le premier volume, sur Loisel, est offert avec un tome de la série Peter Pan, et est édité aux Éditions Vents d'Ouest. Les autres paraissent chez Glénat.
L'éditeur présente cette collection comme une nouvelle formule de la revue dans les communiqués qui accompagnent la sortie de ces albums.
Le quatrième numéro de cette formule porte sur la série Les Aigles décapitées, et est réalisé par Brieg F. Haslé. La communication autour de cette parution continue à insister sur la filiation avec les versions précédentes de la revue.
Malgré les efforts de l'éditeur pour rattacher cette mouture aux précédentes, l'absence d'ambition théorique de cette version est remarquée. Ainsi, le théoricien Laurence Grove remarque que le numéro de cette formule consacré aux Sept vies de l'épervier se contente d'articles descriptifs, alors que le numéro 56 de la formule dirigée par Groensteen, qui présente un dossier sur Juillard, fournit davantage d'articles théoriques et analytiques. Cette nouvelle mouture propose principalement des résumés, interviews des auteurs et bibliographies, et s'apparente par son absence d'articles d'analyses aux publications descriptives, informatives ou publicitaires que sont BoDoÏ, Canal BD ou La Lettre de Dargaud.

### Les Cahiers de la BDrelancés par Vincent Bernière (depuis 2017)
En mai 2017 est annoncé un projet de relance de la revue par Vincent Bernière, rédacteur en chef des hors-séries BD de Beaux-Arts Magazine : un premier numéro sort en septembre 2017. C'est la première version des cahiers qui n'est pas éditée par Jacques Glénat, qui ne s'est pas associé au projet afin que son nom ne soit pas un frein à l'obtention du soutien d'annonceurs. La revue, trimestrielle, bénéficie d'une campagne de financement participatif qui permet de réunir 33 282 euros. En mars 2024, Vincent Bernière nomme Nicolas Tellop rédacteur en chef de la revue, tout en en restant par ailleurs le directeur de publication.

## Détail des numéros
| Nom de la revue                              | Numéro               | Année | Dossier & principaux thèmes | Rédacteur en chef              | Autres collaborateurs |
| -------------------------------------------- | -------------------- | ----- | --- | ------------------------------ | --- |
| Schtroumpf                                   | 1                    | 1969  | Histoire de la consécration d'un art | Jacques Glénat-Guttin          | |
| Schtroumpf                                   | 2                    | 1969  | Histoire de la consécration d'un art 2 | Jacques Glénat-Guttin          | Henri Filippini, François Rivière, Gianni Brunoro |
| Schtroumpf, Fanzine de la bande dessinée     | 3/4                  | 1970  | Histoire du journal Risque-Tout | Jacques Glénat-Guttin          | |
| Schtroumpf, Fanzine de la bande dessinée     | 5/6                  | 1970  | Michel Greg | Jacques Glénat-Guttin          | |
| Schtroumpf, Les Cahiers de la bande dessinée | 7                    | 1970  | Valérian - Les méchants dans la bande dessinée belge de Macherot à Franquin - Linus | Jacques Glénat-Guttin          | |
| Schtroumpf, Les Cahiers de la bande dessinée | 7 Réédition modifiée | 1973  | Linus - Mézières | Jacques Glénat-Guttin          | Numa Sadoul, François Rivière, André Igual, Gianni Brunoro, Yves Di Manno, Dany de Laet, Claude Haber, Louis Cance, Henri Filippini, Gérard Masson, Louis Teller |
| Schtroumpf, Les Cahiers de la bande dessinée | 8                    | 1970  | Paul Cuvelier - Les chats dans la bande dessinée - Perry Rhodan | Jacques Glénat-Guttin          | |
| Schtroumpf, Les Cahiers de la bande dessinée | 8 Réédition modifiée | 1973  | Paul Cuvelier | Jacques Glénat-Guttin          | Pierre-Yves Bourdil, Louis Cance, François Rivière, Numa Sadoul, Louis Teller |
| Schtroumpf, Les Cahiers de la bande dessinée | 9                    | 1970  | Fred - « L'école d'Herge » | Jacques Glénat-Guttin          | |
| Schtroumpf, Les Cahiers de la bande dessinée | 9 Réédition modifiée | 1972  | Fred | Jacques Glénat-Guttin          | Yves Di Manno, Gianni Brunoro, Gérard Filet, André Igual, Numa Sadoul |
| Schtroumpf, Les Cahiers de la bande dessinée | 10                   | 1971  | Franquin | Jacques Glénat-Guttin          | |
| Schtroumpf, Les Cahiers de la bande dessinée | 11                   | 1971  | Craenhals - "Junior " | Jacques Glénat-Guttin          | |
| Schtroumpf, Les Cahiers de la bande dessinée | 12                   | 1971  | Peyo | Jacques Glénat-Guttin          | |
| Schtroumpf, Les Cahiers de la bande dessinée | 13                   | 1971  | Gotlib | Jacques Glénat-Guttin          | |
| Schtroumpf, Les Cahiers de la bande dessinée | 14/15                | 1971  | Hergé | Jacques Glénat-Guttin          | Yves Di Manno, Pierre Fresnault, Francis Groux, Dominique Labesse, Georges Laurenceau, François Rivière, Numa Sadoul, Pierre Sterckx |
| Schtroumpf, Les Cahiers de la bande dessinée | 16                   | 1972  | Roba - Reding | Jacques Glénat-Guttin          | Yves Di Manno, André Igual, Claude Haber, Thierry Martens, Numa Sadoul, François Rivière, Louis Cance, S. Cance, Gérard Filet, Victor Ghébali, C. Ghébali, Louis Teller |
| Schtroumpf, Les Cahiers de la bande dessinée | 17/18                | 1972  | Greg - Eddy Paape |                                | |
| Schtroumpf, Les Cahiers de la bande dessinée | 19                   | 1972  | Christian Godard |                                | |
| Schtroumpf, Les Cahiers de la bande dessinée | 20                   | 1973  | Jacques Martin |                                | |
| Schtroumpf, Les Cahiers de la bande dessinée | 21                   | 1973  | Raymond Macherot |                                | Yves Di Manno, Brigitte Hermann, Numa Sadoul, François Rivière, Louis Cance, Louis Teller |
| Schtroumpf, Les Cahiers de la bande dessinée | 22                   | 1973  | René Goscinny |                                | Pierre-Yves Bourdil, Alain Dégru, Yves Di Manno, Yves Frémion, Jacques Glénat, Daniel Grau, Antoine Roux, Numa Sadoul, François Rivière, Louis Cance, Henri Filippini, Thierry Martens, Louis Teller |
| Schtroumpf, Les Cahiers de la bande dessinée | 23                   | 1974  | Albert Uderzo |                                | Eric Baccard, Jacques Glénat, Numa Sadoul, Yves Frémion, Jean-Louis Picco, François Rivière, Gianni Brunoro, Louis Cance, Louis Teller |
| Schtroumpf, Les Cahiers de la bande dessinée | 24                   | 1974  | Claire Bretécher |                                | Eric Baccard, Yves Di Manno, Yves Frémion, Marcel Gotlib, Numa Sadoul, François Rivière, Louis Cance, Louis Teller |
| Schtroumpf, Les Cahiers de la bande dessinée | 25                   | 1974  | Jean Giraud |                                | Louis Cance, Yves Di Manno, Jacques Glénat, Louis-Hugues Jacquin, Dominique Lozano, Numa Sadoul, François Rivière, Antoine Roux, Christophe Sarrotte |
| Schtroumpf, Les Cahiers de la bande dessinée | 26                   | 1975  | Forest |                                | Jean-Pierre Andrevon, Louis Cance, Yves Di Manno, Yves Frémion, Numa Sadoul, François Rivière, Dominique Szenès |
| Schtroumpf, Les Cahiers de la bande dessinée | 27                   | 1975  | Georges Pichard |                                | Jean-Pierre Andrevon, Boris, Brigitte Hermann, Louis Cance, Yves Di Manno, Numa Sadoul, François Rivière, Dominique Szenès |
| Schtroumpf, Les Cahiers de la bande dessinée | 28                   | 1976  | Mandryka |                                | Henri Filippini, Yves Frémion, Paul Herman, Yves Di Manno, Numa Sadoul |
| Schtroumpf, Les Cahiers de la bande dessinée | 29                   | 1976  | Tabary |                                | Henri Filippini, Louis Cance, René Goscinny, Christian Godard, Michel Greg, Michel Motti, Antoine Roux |
| Schtroumpf, Les Cahiers de la bande dessinée | 30                   | 1976  | Edgar P. Jacobs |                                | |
| Schtroumpf, Les Cahiers de la bande dessinée | 31                   | 1976  | Pellos |                                | Louis Cance, Henri Filippini, Catherine Ghébali, Victor-Yves Ghébali, Raymond Marie, Numa Sadoul, François Tibéri |
| Schtroumpf, Les Cahiers de la bande dessinée | 32                   | 1977  | Hugo Pratt |                                | Henri Filippini, Gianni Brunoro, Florenzo Ivaldi, Piero Zanotto, Antoine Roux, Numa Sadoul |
| Schtroumpf, Les Cahiers de la bande dessinée | 33                   | 1977  | Raymond Poïvet |                                | Henri Filippini, Jean-Pierre Andrevon, Louis Cance, Alain Malbert, Antoine Roux, Numa Sadoul |
| Schtroumpf, Les Cahiers de la bande dessinée | 34                   | 1977  | Maurice Tillieux |                                | Brigitte Hermann, Frédéric Hermann, Henri Filippini, Edouard François, Louis Cance, Numa Sadoul |
| Schtroumpf, Les Cahiers de la bande dessinée | 35                   | 1978  | Victor Hubinon |                                | Henri Filippini, Jean Léturgie, Isabelle Forestier, Alain Rodier, Numa Sadoul |
| Schtroumpf, Les Cahiers de la bande dessinée | 36                   | 1978  | Paul Gillon |                                | Henri Filippini, Jean-Pierre Andrevon, Pierre Dupuis, Yves Frémion, Philippe Manœuvre |
| Schtroumpf, Les Cahiers de la bande dessinée | 37                   | 1978  | Jean-Michel Charlier |                                | Henri Filippini, Jean Léturgie, Philippe Illien, Michel Pierre, Antoine Roux |
| Schtroumpf, Les Cahiers de la bande dessinée | 38                   | 1978  | Alexis |                                | Henri Filippini, Jean Léturgie, Jean-Michel Sotto |
| Schtroumpf, Les Cahiers de la bande dessinée | 39                   | 1979  | Jijé |                                | Henri Filippini, Jean Léturgie, Mouminoux, Antoine Roux |
| Schtroumpf, Les Cahiers de la bande dessinée | 40                   | 1979  | Tibet |                                | Henri Filippini, A.P Duchâteau, Paul Herman, Jean Léturgie, Bruno Lecigne, Louis Cance, François Hue |
| Schtroumpf, Les Cahiers de la bande dessinée | 41                   | 1979  | Ribera |                                | |
| Schtroumpf, Les Cahiers de la bande dessinée | 42                   | 1979  | Druillet |                                | C. Bataille, Jean Léturgie, Antoine Roux, Gilbert Turlan |
| Schtroumpf, Les Cahiers de la bande dessinée | 43                   | 1980  | Morris |                                | Henri Filippini, Jean Léturgie, J. Gielle, Antoine Roux |
| Schtroumpf, Les Cahiers de la bande dessinée | 44                   | 1980  | Hermann |                                | Henri Filippini, Jean Léturgie, A.P Duchâteau, Paul Herman, Bruno Lecigne |
| Schtroumpf, Les Cahiers de la bande dessinée | 45                   | 1980  | Will |                                | |
| Schtroumpf, Les Cahiers de la bande dessinée | 46                   | 1980  | Chéret |                                | Henri Filippini, Jean Léturgie, Paul Herman, Antoine Roux |
| Schtroumpf, Les Cahiers de la bande dessinée | 47/48                | 1980  | Franquin | Jean Léturgie                  | Vincent Baudoux, Gianni Brunoro, Michel Greg, Charles Loszycer, Thierry Pillet-Atzori, François Rivière, Numa Sadoul, Xavier Zeegers |
| Schtroumpf, Les Cahiers de la bande dessinée | 49                   | 1981  | Dany |                                | Henri Filippini, Claude Ecken, Jean Léturgie, Charles Loszycer, Antoine Roux |
| Schtroumpf, Les Cahiers de la bande dessinée | 50                   | 1981  | Derib |                                | |
| Schtroumpf, Les Cahiers de la bande dessinée | 51                   | 1981  | Willy Vandersteen | Thierry Groensteen             | Didier Pasamonik, Jean Lucas, Alain Van Passen, Jean-Marie Smits, Louis Teller |
| Schtroumpf, Les Cahiers de la bande dessinée | 52                   | 1982  | Guido Crépax | Thierry Groensteen             | Dominique Grange, Antoine Roux, Jean-Pierre Tamine, Bruno Lecigne, Franz Van Cauwenbergh |
| Schtroumpf, Les Cahiers de la bande dessinée | 53                   | 1983  | Bilal | Jean Léturgie                  | Claude Ecken, Henri Filippini, Jean-Pierre Andrevon, Thierry Groensteen, Antoine Roux, Jean-Pierre Tamine, Bruno Lecigne |
| Schtroumpf, Les Cahiers de la bande dessinée | 54                   | 1983  | Peyo | Thierry Groensteen             | Claude Ecken, Henri Filippini, Franz Van Cauwenbergh, Bruno Lecigne, Wasterlain |
| Schtroumpf, Les Cahiers de la bande dessinée | 55                   | 1983  | Comès | Thierry Groensteen             | Alain Chante, Luc Delisse, Claude Ecken, Bruno Lecigne, Jacques de Pierpont, Patrick Pinchart, Jean-Pierre Tamine |
| Les Cahiers de la bande dessinée             | 56                   | 1984  | Dossier Juillard + Hergé, Martin, Schuiten, relecture de Popeye et interview de Didier Pasamonik | Thierry Groensteen             | Arnaud de la Croix, Daniel Hughes, Bruno Lecigne, Thierry Smolderen, Anita Van Belle, Patrick Cothias, Jacques de Pierpont, Daniel Fano, Thierry Joor, Jacques Martin, Frédéric Niffle, Didier Pasamonik, Michel Pierre, Pierre Sterckx, Franz Van Cauwenbergh |
| Les Cahiers de la bande dessinée             | 57                   | 1984  | Dossier Régis Franc + hommage à Battaglia, enquête sur Angoulême, nouvelles d'Espagne et d'Allemagne, Trigan et Francis Masse | Thierry Groensteen             | Arnaud de la Croix, Daniel Hughes, Bruno Lecigne, Thierry Smolderen, Anita Van Belle, Jean Arrouye, Pierre Christin, Luc Dellisse, Patrick Delperdange, Bob de Moor, Jacques de Pierpont, Pierre Fresnault-Deruelle, Frédéric Niffle, Benoît Peeters, Patrick Pinchart, Daniel Pinson, Jean-Pierre Tamine, Franz Van Cauwenbergh |
| Les Cahiers de la bande dessinée             | 58                   | 1984  | Dossier Auclair + les dessinatrices belges, le merchandising, 13 rue de l'espoir, Makyo, Moebius et correspondance d'Angleterre | Thierry Groensteen             | Arnaud de la Croix, Daniel Hughes, Bruno Lecigne, Thierry Smolderen, Anita Van Belle, Jean-Pierre Andrevon, Vincent Baudoux, Sylvain Bouyer, Louis Cance, Alain Chante, Jacques de Pierpont, Alain Deschamps, Claude Ecken, Pierre-Pascal Furth, Jean-Pierre Tamine, Franz Van Cauwenbergh |
| Les Cahiers de la bande dessinée             | 59                   | 1984  | Dossier Godard + interview Dionnet, BD italienne, Krazy Kat, Muñoz et Sampayo, Tintin et l'Alph Art | Thierry Groensteen             | Arnaud de la Croix, Daniel Hughes, Bruno Lecigne, Thierry Smolderen, Anita Van Belle, Sylvain Bouyer, Louis Cance, Alain Chante, G.R. De Cortanze, Jacques de Pierpont, Claude Ecken, Benoît Peeters, Numa Sadoul, Pierre Sterckx, Jean-Pierre Tamine, Marc-Henri Wajnberg, Franz Van Cauwenbergh |
| Les Cahiers de la bande dessinée             | 60                   | 1984  | Dossier F'Murr + les coloristes, Spirou, Chaland, pastiche et parodie (1); correspondance du Québec | Thierry Groensteen             | Arnaud de la Croix, Daniel Hughes, Bruno Lecigne, Thierry Smolderen, Anita Van Belle, Jean Arrouye, Sylvain Bouyer, Alain Chante, Luc Dellisse, Patrick Delperdange, Jacques de Pierpont, Claude Ecken, Jean-Claude Glasser, Moebius, Didier Pasamonik, Dominique Warfa, Franz Van Cauwenbergh |
| L'Année de la bande dessinée 1984 - 1985     | HS 1                 | 1984  | Production et producteurs, guide des meilleurs albums, les artistes, les ventes, les tendances de 1984, la presse, les médias, événements, l'univers du fan, la BD nouveau domaine culturel, nouvelles de l'étranger, préviews. | Thierry Groensteen Stan Barets | Michel Angot, Frédéric Blayo, Sylvain Bouyer, Philippe Bronson, Jean-Claude Camano, Louis Cance, Gérard de Cortanze, Arnaud de la Croix, Guy Delcourt, Luc Dellisse, Patrick Delperdange, Michel Denni, Paul Derouet, Dominique Ernst, Henri Filippini, Patrick Gaumer, Jean-Claude Glasser, Claude Guillot, Brian Hester, Daniel Hugues, Philippe Jannet, Bruno Lecigne, Thierry Leclerq, Christian Marmonnier, Philippe Morin, Joan Navarro, Didier Pasamonik, Dominique Petitfaux, Jacques de Pierpont, François Rivière, Rodolphe, Numa Sadoul, Noé Sergent, Thierry Smolderen, Pierre Sterckx, Anita Van Belle, Philippe Vandooren, Marco Voline, Dominique Warfa |
| Les Cahiers de la bande dessinée             | 61                   | 1985  | Dossier Cauvin + Fluide Glacial, Hypocrite, Will Eisner, pastiche et parodie (2); correspondance d'Espagne | Thierry Groensteen             | Arnaud de la Croix, Daniel Hughes, Bruno Lecigne, Thierry Smolderen, Anita Van Belle, Sylvain Bouyer, Louis Cance, Alain Chante, Gérard de Cortanze, Arnaud de la Croix, Luc Dellisse, Jacques de Pierpont, Claude Ecken, Jean-Claude Glasser, Bruno Lecigne, Marie Mandy, Joan Navarro, Jean-Pierre Tamine, Franz Van Cauwenbergh |
| Les Cahiers de la bande dessinée             | 62                   | 1985  | Dossier Veyron + interview Robial, histoire de Phénix, Zorry Kid, Albert Breccia, correspondance de Scandinavie et de Hollande | Thierry Groensteen             | |
| Les Cahiers de la bande dessinée             | 63                   | 1985  | Dossier Tardi + la BD religieuse, Little Nemo, Mouminoux et Goossens ; correspondance d'Allemagne et d'Angleterre | Thierry Groensteen             | |
| Les Cahiers de la bande dessinée             | 64                   | 1985  | Dossier Franz + "Comment faire publier votre BD", le lettrage, Chaland, Swarte et Manara ; correspondance de Scandinavie | Thierry Groensteen             | |
| Les Cahiers de la bande dessinée             | 65                   | 1985  | Dossier Bourgeon + BD-théâtre (1), Chantal Montellier, Tripp et Barcelo, Francis Masse ; correspondance d'Italie et du Québec | Thierry Groensteen             | |
| Les Cahiers de la bande dessinée             | 66                   | 1985  | Dossier Caniff ; numéro Spécial USA : interviews de Jeff Bones, Bernie Wrightson, Art Spiegelman et Jules Feiffer + Polly and her Pals | Thierry Groensteen             | |
| L'Année de la bande dessinée 1985 - 1986     | HS 2                 | 1985  | Production et producteurs, guide des meilleurs albums, les ventes, les tendances de 1985, la presse, les médias, événements, l'univers du fan, la BD sert à tout, retour de Chine, préviews. | Thierry Groensteen Stan Barets | Michel Angot, Sylvain Bouyer, Christophe Brichant, Philippe Bronson, Gianna Brunoro, Jean-Claude Camano, Louis Cance, John Cornel, Arnaud de la Croix, Luc Dellisse, Paul Derouet, Claude Ecken, Esteban, Carl Hubert Felix, Henri Filippini, Patrick Gaumer, Jean-Michel Graulle, Paul Gravett, Daniel Hugues, Peter Kuipers, Bruno Lecigne, Philippe Morin, Jacques de Pierpont, Dominique Poncet, François Rivière, Daniel Roblot, Rodolphe, Mat Schifferstein, Thierry Smolderen, Anita Van Belle, Stefan Verschuere |
| Les Cahiers de la bande dessinée             | 67                   | 1986  | Dossier Wasterlain + BD-théâtre (2), Philippe Druillet, Michel Duveaux, François Boucq et Ric Hochet | Thierry Groensteen             | Sylvain Bouyer, Arnaud de la Croix, Daniel Hughes, Bruno Lecigne, Thierry Smolderen, Christophe Brichant, Patrick Delperdange, Jacques de Pierpont, Esteban, Daniel Fano, Yves Frémion, G.L Gautier, Michel Gheude, Karann Guilbert, Daniel Hugues, Henri Kaufman, Françoise Thonet, Franz Van Cauwenbergh |
| Les Cahiers de la bande dessinée             | 68                   | 1986  | Dossier Floc'h et Rivière + "Où va la BD ?", Dave Sim, Mattotti, BD-peinture (1); correspondance des Pays-Bas et d'Angleterre | Thierry Groensteen             | Sylvain Bouyer, Arnaud de la Croix, Luc Dellisse, Daniel Hughes, Bruno Lecigne, Thierry Smolderen, Patrick Bossatti, Christophe Brichant, Stephan De Jaeger, Jacques de Pierpont, Claude Ecken, Jean-Claude Glasser, Karann Guilbert, Peter Kuipers, Luc Pomerleau, Francesco Sisci, Pierre Sterckx, Françoise Thonet, Franz Van Cauwenbergh |
| Les Cahiers de la bande dessinée             | 69                   | 1986  | Dossier Schuiten + Ardeur, les collectionneurs, BD-peinture (2), l'Espagne et Taïwan | Thierry Groensteen             | Sylvain Bouyer, Arnaud de la Croix, Luc Dellisse, Daniel Hughes, Bruno Lecigne, Thierry Smolderen, Vincent Amiel, Christophe Brichant, Gilles Ciment, Michel Denni, Jacques de Pierpont, Laurence Hanafi, Benoit Peeters, Claude Renard, Pierre Sterckx, Françoise Thonet, Anita Van Belle, Franz Van Cauwenbergh |
| Les Cahiers de la bande dessinée             | 70                   | 1986  | Dossier Rosinski et Van Hamme + Baudoin, Argentine, la BD en bibliothèque, BD-Peinture (3) | Thierry Groensteen             | |
| Les Cahiers de la bande dessinée             | 71                   | 1986  | Dossier Giardino ; numéro Spécial Italie : Liberatore, Crepax, Milazzo, Mattotti, Calligaro, Cadelo | Thierry Groensteen             | |
| Les Cahiers de la bande dessinée             | 72                   | 1986  | Dossier Alex Raymond + Magnus, BD japonaise, Mutterer, L'Alph'Art, Gil Jourdan | Thierry Groensteen             | |
| L'Année de la bande dessinée 1986 - 1987     | HS 3                 | 1986  | Production et producteurs, guide des meilleurs albums, les tendances de 1986, images et son, événements, l'univers du fan, la francophonie une réalité BD ?, préviews. | Thierry Groensteen Stan Barets | Vincent Amiel, Sylvain Bouyer, Philippe Bronson, Jean-Claude Camano, François Canette, Jack Chaboud, Gilles Ciment, Arnaud de la Croix, Luc Dellisse, Dominique Ernst, Esteban, Henri Filippini, Patrick Gaumer, Jean-Claude Glasser, Karann Guilbert, Jean-Pierre Jacquemin, Pierre Masson, Yves Mayence, Philippe Morin, Jacques de Pierpont, Dominique Poisson, Florence et Pascal Roman, Jacques Samson, Pierre Sterckx, Françoise Thonet, Franz Van Cauwenbergh |
| Les Cahiers de la bande dessinée             | 73                   | 1987  | Dossier Andreas + Miller/Sienkiewicz, Andreas Marschall, Altan et l'autobiographie en BD (1) | Thierry Groensteen             | |
| Les Cahiers de la bande dessinée             | 74                   | 1987  | Dossier Teulé + autobiographie en BD (2), Franquin, Emerson, BD & roman-photo, palmarès des revues européennes | Thierry Groensteen             | |
| Les Cahiers de la bande dessinée             | 75                   | 1987  | Dossier Torres et Bernet ; numéro Spécial Espagne : Sio, Madriz, Bea, Del Barrio | Thierry Groensteen             | |
| Les Cahiers de la bande dessinée             | 76                   | 1987  | Dossier Vance + Altuna, Cosey, Crespin, la BD australienne et l'avenir de la presse | Thierry Groensteen             | |
| Les Cahiers de la bande dessinée             | 77                   | 1987  | Dossier Margerin + colloque de Cerisy, Henriette Valium, Vidal, Hergé, Palacios | Thierry Groensteen             | |
| Les Cahiers de la bande dessinée             | 78                   | 1987  | Dossier Kirby & Sempé + McCay, De Moor, Maus d'Art Spiegelman | Thierry Groensteen             | |
| L'Année de la bande dessinée 1987 - 1988     | HS 4                 | 1987  | Production et producteurs, guide des meilleurs albums, les tendances de 1986, images et son, événements, l'univers du fan, la francophonie une réalité BD ?, préviews. | Thierry Groensteen Stan Barets | Vincent Amiel, José-Louis Bocquet, Sylvain Bouyer, Philippe Bronson, Jean-Claude Camano, François Canette, Jack Chaboud, Gilles Ciment, Freddy Coconut, Alain Dartevelle, Arnaud de la Croix, Luc Dellisse, Henri Filippini, Patrick Gaumer, Frank Giroud, Jean-Claude Glasser, Claude Guillot, Paul Herman, Thierry Martens, Pierre Masson, Jean-Christophe Menu, Philippe Morin, Didier Pasamonik, Benoît Peeters, Jacques de Pierpont, Dominique Poisson, François Rivière, Florence et Pascal Roman, Christian Rosset, Jean-Pierre Sculati, Thierry Smolderen, Guy Vidal, Jan Wacquet                                                                              |
| Les Cahiers de la BD                         | 79                   | 1988  | Dossier Makyo + Watchmen, Little Orphan Annie, Caprioli, Schuiten, Moebius, les comics US face à la censure | Thierry Groensteen             | |
| Les Cahiers de la BD                         | 80                   | 1988  | Dossier Gotlib + Don Martin, Breccia, Yves Got, la BD indienne et Donnesbury | Thierry Groensteen             | |
| Les Cahiers de la BD                         | 81                   | 1988  | Dossier Schulz + Vaillant, Superman, Tex Willer, Andreas et Alan Moore | Thierry Groensteen             | |
| Les Cahiers de la BD                         | 82                   | 1988  | Dossier Cosey + Hergé, Le Shadow, Neron, Spiegelman avant Maus et Barnaby | Thierry Groensteen             | |
| Les Cahiers de la BD                         | 83                   | 1988  | Dossier Yann + The Explorigator, Mortadelo y filemon, Luciano Bottaro, les chansons dessinées | Thierry Groensteen             | |
| Les Cahiers de la BD                         | 84                   | 1989  | | Numa Sadoul                    | |
| Les Cahiers de la BD                         | 85                   | 1989  | | Numa Sadoul                    | |
| Les Cahiers de la BD                         | 86                   | 1989  | | Numa Sadoul                    | |
| Les Cahiers de la BD                         | 87                   | 1989  | | Numa Sadoul                    | |
| Les Cahiers de la BD                         | 88                   | 1990  | | Numa Sadoul                    | |
| Les Cahiers de la BD                         | 89                   | 1990  | | Numa Sadoul                    | |
| Les Cahiers de la bande dessinée présentent  | 1                    | 2004  | Régis Loisel | Henri Filippini                | |
| Les Cahiers de la bande dessinée présentent  | 2                    | 2004  | Les Chemins de Malefosse de Bardet, Dermaut et Goepfer | Henri Filippini                | |
| Les Cahiers de la bande dessinée présentent  | 3                    | 2004  | Les Sept vies de l'épervier de Juillard et Cothias | Henri Filippini                | |
| Les Cahiers de la bande dessinée présentent  | 4                    | 2004  | Ombres de Dufaux et Rollin | Henri Filippini                | |
| Les Cahiers de la bande dessinée présentent  | 5                    | 2005  | Les Aigles Décapitées de Jean-Charles Kraehn, Patrice Pellerin, Michel Pierret et Erik Arnoux | Brieg F. Haslé                 | |
| Les Cahiers de la BD                         | 1                    | 2017  | Mort du héros ou fin de partie ? + Dans l'atelier de Liberatore, Alan Moore, La leçon de BD d'Hugo Pratt, Les petits secrets de François Boucq, Qui sont les auteurs de demain ?, Les petits Mickeys à l'assaut des grands romans, La caresse du pinceau, Hayao Miyazaki & le musée Ghibli, Comment, Goscinny, vous êtes juif ?, B.D. un journal au format tabloïd, Le chef-d'œuvre oublié d'Harvey Kurtzman | Vincent Bernière               | Alfred, David Amram, Claire Braud, Romain Brethes, Irène Le Roy Ladurie, Didier Pasamonik, Maël Rannou, Numa Sadoul, Lucie Servin |
| Les Cahiers de la BD                         | 2                    | 2018  | Les femmes sont-elles l'avenir de la BD ? + Les papys de la BD underground, À la recherche de Cosey, Les délires graphiques de Matthias Lehmann, Les bonnes vieilles recettes d'Osamu Tezuka, Simon Hanselmann, Les origines du Street Art, Umberto Eco, La nouvelle BD flamande, Dans la tête de Giraud/Mœbius, Töpffer, Guido Buzzeli                                                                      | Vincent Bernière               | Christian Staebler, Golo, Nicolas Gzeley, Daniel Pizzoli, Laure Garcia, Benoît Peteers, Ines Karina, Marco Pellitteri, François Olislaeger |
| Les Cahiers de la BD                         | 3                    | 2018  | Art & bande dessinée, pourquoi ça marche ? + Frank Le Gall: une renaissance graphique, Pascal Rabaté une vie tout en images, Un peu d'essence dans le moteur, Les petits secrets de Jacques Martin, L'autobiographie selon Lewis Trondheim, On a retrouvé le Tintin japonais !, Les enragés de Mai 68 | Vincent Bernière               | Romain Brethes, Eric Dufau, Florence Cestac, José-Louis Bocquet, Lisa Lugrin, Gaëtan Akyüz, Philippe Ghielmetti, Clément Xavier, Pierre Sterckx |
| Les Cahiers de la BD                         | 4                    | 2018  | Peut-on encore parler d'amour en BD ? + Fabcaro, un créateur omnipotent, Georges Pichard, auteur multicarte, Dans l'histoire de la BD, Plein de ballons dans les bulles, Fior à l'heure des mirages, La bande dessinée arabe, Généalogie du manga | Vincent Bernière               | Eric Dufau, Bruno Lecigne, Maël Rannou, Jean-Paul Jennequin, Christian Marmonnier, Lucie Servin, Bernard Joubert, Gilles Poussin, Lauren Triou |
| Les Cahiers de la BD                         | 5                    | 2018  | Comment raconter le monde en BD ? + Catherine Meurisse, Pas tout à fait punk !, Noir c'est noir, De l'art pour tous et à tout prix, Le livre monstre d'Emil Ferris, Quand Spirou faisait de la résistance, Les tribulations de Valentin le vagabond | Vincent Bernière               | Christelle Pissavy-Yvernault, Bertrand Pissavy-Yvernault, Maël Rannou, Nicolas Tellop, Sonia Déchamps, Lucie Servin, Peter Kuper, Christian Staebler, Frederico Anzalone |

#### Articles
- Patrick Gaumer, « Schtroumpf / Les Cahiers de la bande dessinée », dans Dictionnaire mondial de la BD, Paris, Larousse, 2010 (ISBN 9782035843319), p. 758.
- Terence, « Et les fanzines ? Schtroumpf », Le journal de Spirou, no 1814,‎ 1973.
- Didier Pasamonik, « La nouvelle métamorphose des Cahiers de la BD », sur Actua BD, 11 octobre 2017

#### Entretiens et témoignages
- Henri Filippini (interview par Thierry Groensteen), « Henri Filippini : défense du patrimoine et des auteurs », sur 9e Art 2.0, janvier 2017 (consulté le 6 septembre 2017).
- Jacques Glénat (int. par Thierry Bellefroid), « Glénat : Entretien avec Jacques Glénat », dans Thierry Bellefroid (dir.), Les éditeurs de bande dessinée, Paris, Niffle, 2005 (ISBN 9782873930554), p. 78-91.
- Thierry Groensteen (int. par Franck Aveline), « Entretien avec Thierry Groensteen », L'Indispensable, no 1,‎ juin 1998 (lire en ligne).
- Thierry Groensteen, « Je me souviens des Cahiers de la bande dessinée », 15 février 2001 (consulté le 3 septembre 2017).
- Numa Sadoul (int. par Thierry Groensteen), « Numa Sadoul, du fanzinat aux grands entretiens », sur 9e Art 2.0, avril 2017 (consulté le 5 septembre 2017).
- Numa Sadoul (int. par Maël Rannou), « Numa Sadoul », sur du9, octobre 2010 (consulté le 3 septembre 2017).

#### Autres ouvrages
- José-Louis Bocquet, Franquin et les fanzines, Dupuis, 2013.
- Thierry Groensteen, Système de la bande dessinée, PUF, 1999, 224 p. (ISBN 978-2-13-050183-1).
- Paul Herman, Glénat 30 ans d’édition : le livre d’or 1969-1999, Glénat, 2000 (ISBN 978-2-7234-3079-1).
- Benoît Peeters, Lire la bande dessinée, Flammarion, 2002.